# Мића Јовановић
Мића Јовановић (Књажевац, 28. јануар 1953) српски је предузетник и универзитетски професор. Оснивач је и вишегодишњи ректор Мегатренд универзитета.

## Биографија
Гимназију је завршио у Бору 1972. године, а Факултет политичких наука у Београду 1976. На овом факултету магистрирао је 1979. године у подручју социологије рада.
Докторску дисертацију - Организационе науке на Универзитету у Марибору, одбранио је 1991. године. Рад на универзитету отпочео је одмах по дипломирању, 1976. године, а звање редовног професора универзитета стекао је 1996. године.
У периоду од 1976. до 1991. године радио је на Београдском универзитету с прекидима, из разлога даљег академског усавршавања и боравка у Енглеској (где је наставио даље студије). Од 1991. године предавао је у Пословној школи Универзитета Мегатренд. Од 1997. до 1999. био је декан Факултета за менаџмент у Зајечару. 1999. године постао је ректор Мегатренд универзитета у Београду.
У периоду од 1983. до данас предавао је, по позиву, на многим водећим иностраним универзитетима.
Од 1983. до 1989. године био је члан истраживачког тима Massachusettss Institute of Technology, на пројекту „Будућност рада у аутомобилској индустрији са погледом на роботизацију производног процеса”.
Председник је Међународног експертног конзорцијума у Лондону још од 1991. године (све до данас). Био је, у два мандата, члан Извршног комитета Евроазијске асоцијације за студије менаџмента са седиштем у Токију и Берлину. Председник је Истраживачке лабораторије за генералну космологију у Паризу. Поносни је носилац „Витеза“ британског реда Реда љиљана.
Добитник је Златне значке Културно-просветне заједнице Београда за 2002. годину за књигу Интеркултурни менаџмент.
У априлу 2006. уручено му је признање Златни беочуг за трајни допринос култури Београда.
У марту 2007. године понео је признање Међународна Сократова награда невладине организације EBA, за достигнућа остварена у науци, образовању и култури.
Аутор је више од 80 научних и стручних радова објављених код нас и у иностранству.

## Контроверзе
Јовановић је у својој биографији тврдио да поседује докторат стечен на Лондонској школи за економију 1983. године, што је Министарство просвете, науке и технолошког развоја утврдило да је неистина. Јовановић је дао оставку на место ректора Универзитета Мегатренд 2014. године, али се на његово чело враћа 2017.

## Књиге
Написао је 6 ауторских књига, а коаутор је више дела.
- 1980. Социологија самоуправљања
- 1991. 69 лекција о менаџменту
- 2001. Интеркултурни менаџмент
- 2002. Work Motivation and Self-Management (Лондон)
- 2008. Бизнис - уметност живљења”.